# Langrickenbach
Langrickenbach est une commune suisse du canton de Thurgovie, située dans le district de Kreuzlingen.

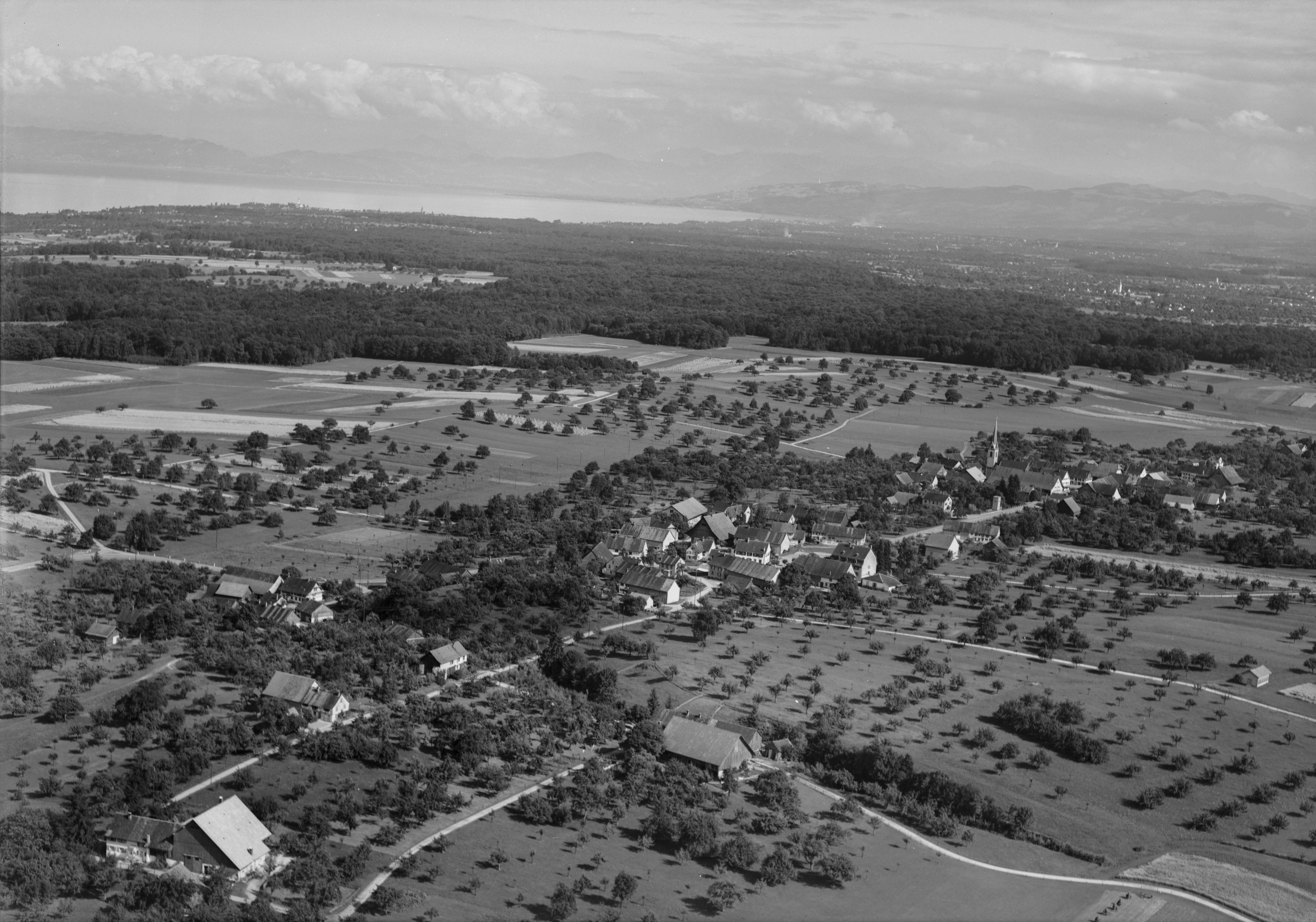
Photo aérienne (1954).